# Bob Greacen
Pour les articles homonymes, voir Greacen.
Bob Greacen, Robert Alexander Greacen, né le 15 septembre 1947 à Merchantville, est un joueur américain de basket-ball.